# Pharaoh’s Tomb
Pharaoh’s Tomb – komputerowa gra platformowa na platformę DOS, stworzona przez George’a Broussarda i wydana przez Apogee Software w 1990 roku. Jej kontynuacją jest wydana rok później Arctic Adventure. Gracz wciela się w rolę Nevady Smitha – archeologa, który jest asystentem doktora Indiany Jonesa. Bohater ma dość pozostawania w cieniu swojego wielkiego przełożonego i pod wpływem impulsu decyduje się wyruszyć na samotną wyprawę badawczą do odkrytego przez siebie grobowca faraona. Oryginalnie gra została wydana w modelu shareware, od 2009 roku dostępna jest jako freeware.

## Fabuła
Bohaterem gry jest asystent archeologa – doktora Indiany Jonesa – Nevada Smith, który pomimo dużego wkładu w odkrycia swojego przełożonego pozostaje bliżej nieznany w środowisku akademickim. Pomimo wielu próśb, doktor Jones raz za razem odmawia wzięcia Smitha na kolejne ze swoich wielkich wypraw. Tak też jest i tym razem, kiedy Jones przygotowuje się do ekspedycji mającej na celu zbadanie nowo odkrytego grobowca faraona w Egipcie. Dla bohatera jest to tym bardziej frustrujące, że to właśnie on ustalił położenie wejścia. Nevada Smith zakrada się do gabinetu doktora Jonesa, wykrada starożytną mapę, na której zaznaczona jest lokalizacja grobowca i wyrusza na poszukiwania.

## Rozgrywka
Gra podzielona jest na cztery części, które funkcjonują jako osobne aplikacje:
1. Raiders of the Lost Tomb (nawiązanie do filmu Poszukiwacze zaginionej Arki; z ang. Raiders of the Lost Ark)
2. Pharaoh’s Curse
3. Temple of Terror (nawiązanie do filmu Indiana Jones i Świątynia Zagłady; z ang. Temple of Doom)
4. Nevada’s Revenge (nawiązanie do gry Montezuma’s Revenge)

Każda z nich składa się z 20 jednoekranowych etapów. Pomyślne ukończenie etapu automatycznie przenosi gracza do kolejnego.
W obrębie etapu gracz musi pokonać przeszkody – m.in. potwory, ukryte wyrzutnie zatrutych strzałek i spadające bloki skalne. Ukończenie każdego z etapów utrudniają wszelkiego rodzaju ruchome platformy, zapadnie i pułapki, które są wyzwalane automatycznie po wejściu bohatera na określone pole. W niektórych etapach występuje też wiatr, który utrudnia poruszanie się.
Gracz może zabijać wrogów rzucając w nich oszczepami. Ich liczba jest ograniczona, choć w niektórych etapach można uzupełnić ich zapas.
Celem każdego etapu jest dotarcie do wyjścia, które znajduje się za różnokolorowymi drzwiami. Do otwierania drzwi służą klucze – dany klucz otwiera drzwi w odpowiadającym mu kolorze (pomarańczowy klucz otwiera pomarańczowe drzwi, czerwony klucz – czerwone drzwi, itd.). Celem każdej z czterech części jest zdobycie skarbu znajdującego się na końcu ostatniego etapu.
Bohater nie ma punktów życia – zetknięcie się z wrogiem, trafienie zatrutą strzałą, upadek na kolce itd. kończy się jego natychmiastową śmiercią i utratą jednego życia. Tych na początku gry gracz ma 4, ale ich ilość może zwiększyć zbierając 100 monet. Po utracie życia przechodzenie danego etapu trzeba zacząć od początku. Po utracie wszystkich żyć gra kończy się porażką gracza.
Gra zawiera tablicę 5 najlepszych wyników. Aby znaleźć się na tej liście nie trzeba ukończyć gry – liczy się wyłącznie liczba zdobytych punktów.

## Odbiór
Gra została odebrana pozytywnie, o czym świadczyć mogą przyzwoite jak na tamte czasy zyski ze sprzedaży na poziomie 1500 USD tygodniowo i pozytywne recenzje. Grę zauważył nawet Computer Gaming World, który zazwyczaj nie zajmował się grami shareware. Recenzent czasopisma chwalił silnik gry, projekty etapów i relację ceny do jakości. We współczesnych publikacjach Pharaoh's Tomb jest chwalony za dynamicznie zmieniające się etapy, precyzję sterowania i dobre wykorzystanie skromnej palety kolorów.